# Druga Liga 1963-1964
La Druga savezna liga SFRJ 1963-1964, conosciuta semplicemente come Druga liga 1963-1964, fu la 18ª edizione della seconda divisione del campionato jugoslavo di calcio. 
Per la sesta edizione consecutiva, il format era basato su due gironi Ovest ed Est (Zapad e Istok). Nel girone occidentale erano inserite le squadre provenienti da Slovenia, Croazia e Bosnia Erzegovina, mentre in quello orientale quelle da Serbia, Montenegro e Macedonia.

## Provenienza
| Slovenia                    | Croazia | Bosnia Erzegovina                                                                 | Serbia                                                                                             | Serbia                                                                     | Serbia                 | Montenegro             | Macedonia |
| Slovenia                    | Croazia | Bosnia Erzegovina                                                                 | Voivodina                                                                                          | Serbia Centrale                                                            | Kosovo                 | Montenegro             | Macedonia |
| --------------------------- | --- | --------------------------------------------------------------------------------- | -------------------------------------------------------------------------------------------------- | -------------------------------------------------------------------------- | ---------------------- | ---------------------- | --------- |
| - Maribor - Olimpia Lubiana | - Borovo - BSK Slavonski Brod - Istria - Lokomotiva Zagabria - Sebenico - Slavonija Osijek - Šparta Beli Manastir - Varteks Varaždin - NK Zagabria | - Borac Banja Luka - Bosna Visoko - Čelik Zenica - Famos Hrasnica - Sloboda Tuzla | - Bačka B. Palanka - Proleter Zrenjanin - Radnički Sombor - Spartak Subotica - Srem - OFK Subotica | - Bor - Borac Čačak - Jedinstvo Zemun - Radnički Belgrado - Železničar Niš | - Priština - FK Trepča | - Budućnost - Sutjeska | - Pobeda  |

## Girone Ovest

### Profili
| Squadra              | Città          | Stadio                | Stagione 1962-63 | Stagione 1962-63    |
| Squadra              | Città          | Stadio                | Pos.             | Divisione           |
| -------------------- | -------------- | --------------------- | ---------------- | ------------------- |
| Sloboda Tuzla        | Tuzla          | Stadion Tušanj        | 13º              | Prva liga           |
| Čelik Zenica         | Zenica         | Stadion Blatuša       | 2º               | Druga liga Ovest    |
| Maribor              | Maribor        | Stadion Ljudski vrt   | 3º               | Druga liga Ovest    |
| Slavonija Osijek     | Osijek         | Igralište kraj Drave  | 4º               | Druga liga Ovest    |
| Varteks Varaždin     | Varaždin       | Stadion Varteks       | 5º               | Druga liga Ovest    |
| Olimpia Lubiana      | Lubiana        | Stadion Bežigrad      | 6º               | Druga liga Ovest    |
| Lokomotiva Zagabria  | Zagabria       | Stadio Maksimir       | 7º               | Druga liga Ovest    |
| Šibenik              | Sebenico       | Stadion Šubićevac     | 8º               | Druga liga Ovest    |
| Borovo               | Borovo         | Gradski stadion       | 9º               | Druga liga Ovest    |
| Famos Hrasnica       | Hrasnica       | Stadion Famos         | 10º              | Druga liga Ovest    |
| Istria               | Pola           | Stadion Veruda        | 11º              | Druga liga Ovest    |
| Borac Banja Luka     | Banja Luka     | Gradski stadion       | 12º              | Druga liga Ovest    |
| BSK Slavonski Brod   | Slavonski Brod | Stadion uz Savu       | 13º              | Druga liga Ovest    |
| NK Zagabria          | Zagabria       | Stadion Kranjčevićeva | 1º               | Zagrebačka zona     |
| Šparta Beli Manastir | Beli Manastir  | Gradski stadion       | 1º               | Slavonska zona      |
| Bosna Visoko         | Visoko         | Stadion Luke          | 2º               | Međuzonska liga BiH |

### Classifica
```
Dato che dalla 
Prva Liga 1963-1964
 retrocede una squadra sola (il 
Novi Sad
 che confluisce nel girone Est, mentre il 
Vardar
 viene ripescato a causa del 
devastante terremoto che ha colpito Skopje
[
3
]
 il 26 luglio 1963), il 
Famos Hrasnica
, terz'ultimo classificato in questo girone, rimane in Druga liga.
```

|  | Pos. | Squadra              | Pt | G  | V  | N  | P  | GF | GS | QR    |
|  | ---- | -------------------- | -- | -- | -- | -- | -- | -- | -- | ----- |
|  | 1.   | NK Zagabria          | 42 | 30 | 16 | 10 | 4  | 52 | 23 | 2,260 |
|  | 2.   | Maribor              | 40 | 30 | 17 | 6  | 7  | 57 | 21 | 2,428 |
|  | 3.   | Borac Banja Luka     | 40 | 30 | 18 | 4  | 8  | 61 | 48 | 1,270 |
|  | 4.   | Olimpia Lubiana      | 36 | 30 | 14 | 8  | 8  | 55 | 31 | 1,774 |
|  | 5.   | Slavonija Osijek     | 33 | 30 | 13 | 7  | 10 | 53 | 40 | 1,325 |
|  | 6.   | Sloboda Tuzla        | 32 | 30 | 12 | 8  | 10 | 50 | 45 | 1,111 |
|  | 7.   | Varteks Varaždin     | 32 | 30 | 11 | 10 | 9  | 43 | 42 | 1,023 |
|  | 8.   | Čelik Zenica         | 31 | 30 | 11 | 9  | 10 | 46 | 47 | 0,978 |
|  | 9.   | Sebenico             | 30 | 30 | 9  | 12 | 9  | 38 | 41 | 0,926 |
|  | 10.  | Lokomotiva Zagabria  | 30 | 30 | 10 | 10 | 10 | 43 | 50 | 0,860 |
|  | 11.  | BSK Slavonski Brod   | 25 | 30 | 8  | 9  | 13 | 35 | 41 | 0,853 |
|  | 12.  | Istria               | 25 | 30 | 9  | 7  | 14 | 35 | 47 | 0,744 |
|  | 13.  | Borovo               | 24 | 30 | 8  | 8  | 14 | 40 | 48 | 0,833 |
|  | 14.  | Famos Hrasnica       | 23 | 30 | 7  | 9  | 14 | 35 | 52 | 0,673 |
|  | 15.  | Bosna Visoko         | 21 | 30 | 6  | 9  | 15 | 31 | 59 | 0,525 |
|  | 16.  | Šparta Beli Manastir | 16 | 30 | 5  | 6  | 19 | 31 | 70 | 0,442 |

Legenda:

      Promossa in Prva Liga 1964-1965.

  Partecipa agli spareggi promozione/retrocessione.

      Retrocessa in terza divisione jugoslava 1964-1965.

      Esclusa dal campionato.
Note:

Due punti a vittoria, uno a pareggio, zero a sconfitta.
In caso di arrivo di due o più squadre a pari punti, la graduatoria viene stilata secondo il quoziente reti tra le squadre interessate.

### Classifica marcatori
| Reti | Marcatore    | Squadra   |
| ---- | ------------ | --------- |
| 23   | Zagorac Jože | Olimpija  |
| 22   | J. Gucmirtl  | Slavonija |
| 18   | Dračić       | Zagreb    |
| 17   | Fazlić       | Borac     |
| 16   | Stamatović   | Istra     |

## Girone Est

### Profili
| Squadra            | Città              | Stadio                    | Stagione 1962-63 | Stagione 1962-63    |
| Squadra            | Città              | Stadio                    | Pos.             | Divisione           |
| ------------------ | ------------------ | ------------------------- | ---------------- | ------------------- |
| Budućnost          | Titograd           | Stadion Pod Goricom       | 14º              | Prva liga           |
| Radnički Belgrado  | Belgrado           | Stadion FK Železničar     | 2º               | Druga liga Est      |
| FK Trepča          | Kosovska Mitrovica | Stadion Trepča            | 3º               | Druga liga Est      |
| Sutjeska           | Nikšić             | Stadion kraj Bistrice     | 4º               | Druga liga Est      |
| Priština           | Priština           | Gradski stadion           | 5º               | Druga liga Est      |
| Bačka B. Palanka   | Bačka Palanka      | Gradski stadion           | 6º               | Druga liga Est      |
| OFK Subotica       | Subotica           | Stadion Sever             | 7º               | Druga liga Est      |
| Spartak Subotica   | Subotica           | Gradski stadion           | 8º               | Druga liga Est      |
| Proleter Zrenjanin | Zrenjanin          | Karađorđev Park           | 9º               | Druga liga Est      |
| Borac Čačak        | Čačak              | Stadion kraj Morave       | 10º              | Druga liga Est      |
| Jedinstvo Zemun    | Zemun, Belgrado    | Gradski stadion           | 11º              | Druga liga Est      |
| Železničar Niš     | Niš                | Stadion kraj Carske pruge | 12º              | Druga liga Est      |
| Srem               | Sremska Mitrovica  | Stadion Promenada         | 13º              | Druga liga Est      |
| Radnički Sombor    | Sombor             | Gradski stadion           | 1º               | Srpska liga Nord    |
| Bor                | Bor                | Stadion na Piritu         | 1º               | Srpska liga Sud "B" |
| Pobeda             | Prilep             | Stadion Goce Delčev       | 1º               | Makedonska liga     |

### Classifica
|  | Pos. | Squadra            | Pt | G  | V  | N | P  | GF | GS | QR    |
|  | ---- | ------------------ | -- | -- | -- | - | -- | -- | -- | ----- |
|  | 1.   | Sutjeska           | 42 | 30 | 19 | 4 | 7  | 62 | 38 | 1,631 |
|  | 2.   | Bor                | 37 | 30 | 14 | 9 | 7  | 46 | 34 | 1,352 |
|  | 3.   | Radnički Belgrado  | 35 | 30 | 13 | 9 | 8  | 60 | 44 | 1,363 |
|  | 4.   | Pobeda             | 33 | 30 | 13 | 7 | 10 | 46 | 40 | 1,150 |
|  | 5.   | FK Trepča          | 32 | 30 | 13 | 6 | 11 | 52 | 45 | 1,155 |
|  | 6.   | Železničar Niš     | 32 | 30 | 13 | 6 | 11 | 44 | 40 | 1,100 |
|  | 7.   | Budućnost          | 31 | 30 | 12 | 7 | 11 | 46 | 35 | 1,314 |
|  | 8.   | Borac Čačak        | 31 | 30 | 11 | 9 | 10 | 41 | 32 | 1,281 |
|  | 9.   | Bačka B. Palanka   | 31 | 30 | 12 | 7 | 11 | 39 | 49 | 0,795 |
|  | 10.  | Srem               | 30 | 30 | 11 | 8 | 11 | 38 | 40 | 0,950 |
|  | 11.  | Proleter Zrenjanin | 29 | 30 | 10 | 9 | 11 | 53 | 42 | 1,261 |
|  | 12.  | Spartak Subotica   | 29 | 30 | 13 | 3 | 14 | 40 | 43 | 0,930 |
|  | 13.  | Priština           | 28 | 30 | 12 | 4 | 14 | 37 | 40 | 0,925 |
|  | 14.  | Jedinstvo Zemun    | 27 | 30 | 10 | 7 | 13 | 51 | 56 | 0,910 |
|  | 15.  | OFK Subotica       | 17 | 30 | 7  | 3 | 20 | 32 | 70 | 0,457 |
|  | 16.  | Radnički Sombor    | 16 | 30 | 4  | 8 | 18 | 41 | 80 | 0,512 |

Legenda:

      Promossa in Prva Liga 1964-1965.

  Partecipa agli spareggi promozione/retrocessione.

      Retrocessa in terza divisione jugoslava 1964-1965.

      Esclusa dal campionato.
Note:

Due punti a vittoria, uno a pareggio, zero a sconfitta.
In caso di arrivo di due o più squadre a pari punti, la graduatoria viene stilata secondo il quoziente reti tra le squadre interessate.
Il OFK Subotica cessa l'attività.

### Classifica marcatori
| Reti | Marcatore       | Squadra          |
| ---- | --------------- | ---------------- |
| 27   | Lazarević Vojin | Sutjeska         |
| 19   | Stijović        | Sutjeska         |
| 17   | Popović         | Radnički Beograd |
| 15   | Obradov         | Proleter         |
| 14   | Velkovski       | Pobeda           |
| 14   | Đurica          | Trepča           |